# Les Rotours
Les Rotours ist eine Commune déléguée in der französischen Gemeinde Putanges-le-Lac mit 113 Einwohnern (Stand: 1. Januar 2022) im Département Orne in der Region Normandie.

## Geografie
Die Commune déléguée liegt an der Orne, 24 Kilometer nordöstlich von Flers. Neben dem eigentlichen Ort existiert der Weiler Les Chenevières am Seeufer des Lac de Rabodanges, der die Orne aufstaut.

## Geschichte
Auf der rechten Seite des Stausees von Rabodanges, nahe dem Pont de Sainte-Croix (Querung des Sees), steht ein Granitkreuz. Am Fuße des Kreuzes findet sich der Name von Jacques Turgot, ein 1659 verstorbener Berater des Königs. Früher stand das Kreuz mitten auf der alten römischen Brücke über die Orne (der Stausee entstand erst 1960), die am 17. August 1944 von deutschen Truppen zerstört wurde. Es stellte die Grenze zwischen den Gemeinden Les Rotours, Rabodanges und Sainte-Croix-sur-Orne dar. An dieser Stelle existierte früher ein weiteres kleines Dorf mit rund 80 Einwohnern, das beim Entstehen des Stausees aufgegeben wurde. Vor der Entstehung des Sees gab es dort mehrere Mühlen. Im französischen Überseedépartement Guadeloupe gibt es einen Kanal mit dem Namen Canal des Rotours, benannt nach dem 1826 zum Gouverneur der Insel ernannten Jean-Julien Angot des Rotours. Der zehn Kilometer lange Kanal, der Morne-à-l’Eau mit Pointe-à-Pitre verbindet, entstand 1829.
Der Name leitet sich vom altfranzösischen Wort Routoir ab. Dies bezeichnet eine Art Teich, wo man Hanf rösten konnte.
Mit Wirkung vom 1. Januar 2016 wurden die bisherigen Gemeinden Chênedouit, La Forêt-Auvray, La Fresnaye-au-Sauvage, Ménil-Jean, Putanges-Pont-Écrepin, Rabodanges, Les Rotours, Saint-Aubert-sur-Orne und Sainte-Croix-sur-Orne zu einer Commune nouvelle mit dem Namen Putanges-le-Lac zusammengeschlossen und haben in der neuen Gemeinde den Status einer Commune déléguée. Der Verwaltungssitz befindet sich im Ort Putanges-Pont-Écrepin. Die Gemeinde Les Rotours gehörte zum Arrondissement Argentan und zum Kanton Athis-de-l’Orne.

## Bevölkerungsentwicklung
| Jahr      | 1962 | 1968 | 1975 | 1982 | 1990 | 1999 | 2008 |
| Einwohner | 155  | 120  | 91   | 92   | 88   | 92   | 89   |

## Sport

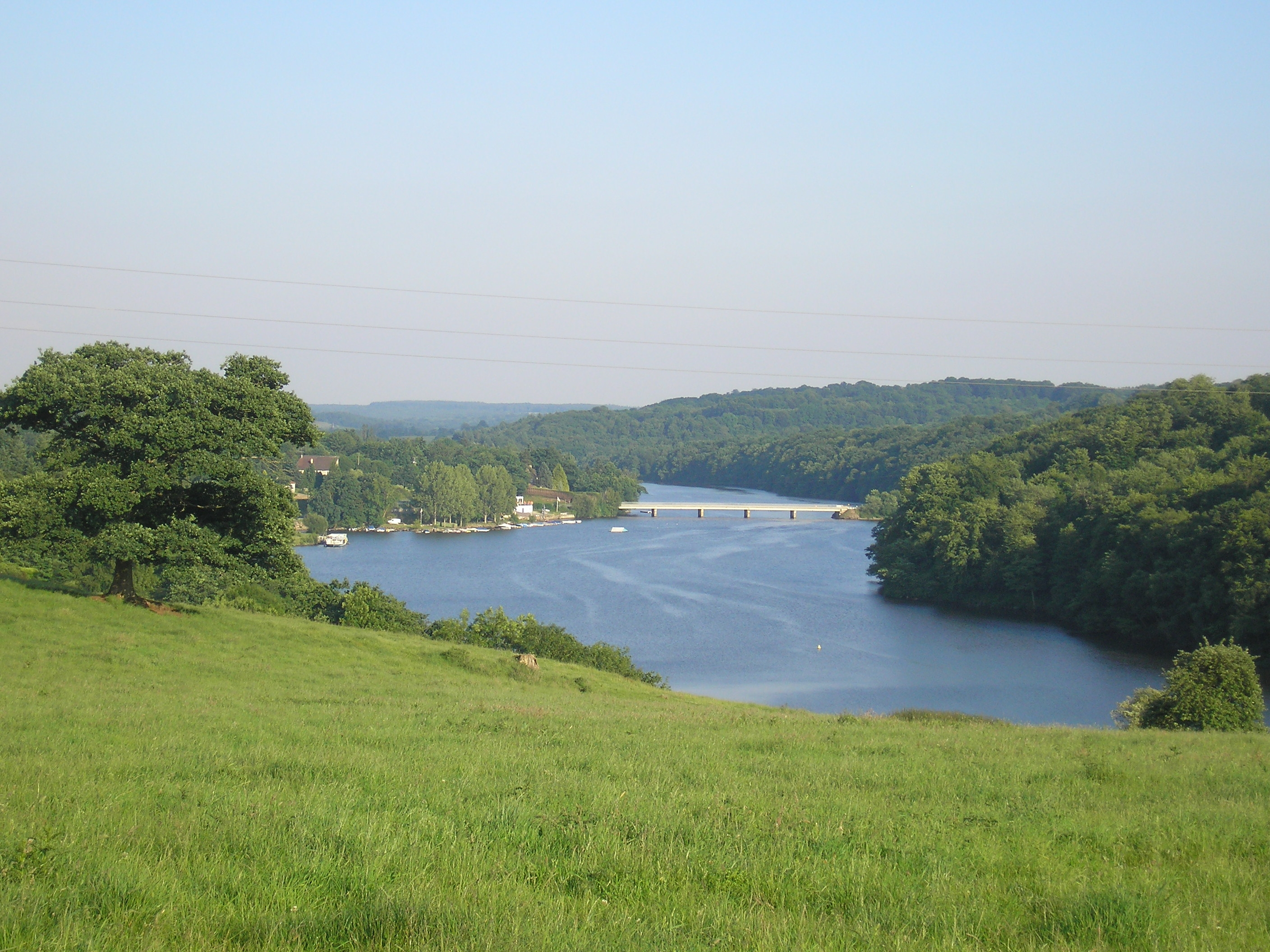
Lac de Rabodanges

Auf dem Stausee von Rabodanges finden jährlich die regionalen (Basse-Normandie) Meisterschaften im Wasserski statt. Dort wird auch geangelt.